# يورقون أباد سفلي
يورقون‌ أباد سفلي هي قرية في مقاطعة أرومية، إيران. عدد سكان هذه القرية هو 195 في سنة 2006.